# طواف فاتينفول 2015
طواف فاتينفول 2015 (بالإنجليزية: 2015 Vattenfall Cyclassics)‏ هو سباق دراجات هوائية أقيم بتاريخ 23 أغسطس 2015، تكون السباق من 1 مراحل وامتدّ لمسافة 221.3 كم بسرعة 44.7 كم/س، استغرق السباق 4 ساعة 57 دقيقة 05 ثانية.